# La Révolution de Jésus
Pour plus de détails, voir Fiche technique et Distribution.
La Révolution de Jésus (Jesus Revolution) est un film biographique américain réalisé par Jon Erwin et Brent McCorkle et sorti en 2023. Il s’agit de l’adaptation de la vie du pasteur Greg Laurie lors du Jesus Movement.

## Synopsis
En Californie, 1970, Greg Laurie (Joel Courtney), un hippie rencontre l'évangéliste Lonnie Frisbee (Jonathan Roumie) dans son lycée à Newport Beach (Californie) et devient chrétien,. Puis il rencontre le pasteur Chuck Smith (Kelsey Grammer) qui l’accompagne dans son ministère d’évangélisation . Ces implications contribueront au Jesus Movement, un réveil chrétien évangélique parmi les musiciens, hippies et étudiants qui prit racine en Californie du Sud .

## Fiche technique
Sauf indication contraire, les informations mentionnées dans cette section peuvent être confirmées par la base de données cinématographiques IMDb,  présente dans la section « Liens externes ».
- Titre original : Jesus Revolution
- Titre français : La Révolution de Jésus
- Réalisation : Jon Erwin et Brent McCorkle
- Scénario : Jon Erwin et Jon Gunn
- Musique : Brent McCorkle
- Production : Kevin Downes, Erwin Brothers, Daryl Lefever, Josh Walsh, Jerilyn Esquibel, Katelyn Botsch, Bekah Hubbell
- Société de production : Kingdom Story Company
- Sociétés de distribution : Lionsgate
- Pays de production :  États-Unis
- Langue originale : anglais
- Format : couleur
- Genres : biographie, drame
- Dates de sortie:
  - États-Unis : 24 février 2023

## Distribution
- Joel Courtney : Greg Laurie
- Kelsey Grammer : Chuck Smith
- Jonathan Roumie : Lonnie Frisbee
- Anna Grace Barlow : Cathe
- Kimberly Williams-Paisley : Charlene
- Jackson Robert Scott : Greg Laurie (enfant)
- Ally Ioannides : Janette Smith
- Julia Campbell : Kay
- Nic Bishop : Dick
- Jolie Jenkins : Pilar
- DeVon Franklin : Josiah
- Shaun Weiss : Vétéran du Viêt Nam

## Accueil

### Critiques
Sur Metacritic, le film a obtenu une moyenne de 46 sur 100 de la presse .
Sur Rotten Tomatoes, le film a obtenu une moyenne de 62% de la presse et de 99% de l’audience.

### Box-office
Le film a récolté 53 millions de dollars au box-office mondial pour un budget de 15 millions de dollars.

## Récompense
| Année | Prix       | Catégorie                 | Intitulé         | Résultat |
| ----- | ---------- | ------------------------- | ---------------- | -------- |
| 2023  | Dove Award | Film inspirant de l'année | Jesus Revolution | Lauréat  |